# Іпполіт Анне
Іпполі́т Анне́ (фр. Hippolyte Annex; 14 лютого 1933 — 21 лютого 2021) — французький професійний боксер, фіналіст чемпіонату Європи з боксу 1955 року у напівсередній вазі.

## Біографія
Народився 14 лютого 1933 року в місті Пезенас, департамент Еро, Франція.
На чемпіонаті Європи з боксу 1955 року в Західному Берліні вийшов у фінал змагань, де поступився англійцеві Ніколасу Ґарґано.
Професійну кар'єру розпочав 12 квітня 1959 року з перемоги над Чеславом Дудеком. Був чемпіоном Франції у 1960–1963 роках. Всього на професійному ринзі провів 37 поєдинків, у 28 одержав перемогу, з них у 19 — достроково. У 3 поєдинках програв (всі три нокаутом). 19 листопада 1962 року у поєдинку за титут чемпіона Європи у середній вазі за версією EBU програв угорцю Ласло Паппу. Останній бій провів 16 червня 1963 року, програвши титут чемпіона Франції у середній вазі Сулейману Діалло.